# Carnisseria (Tivissa)
La Carnisseria és una obra de Tivissa (Ribera d'Ebre) inclosa a l'Inventari del Patrimoni Arquitectònic de Catalunya.

## Descripció
Situat al carrer del Mercat, fent cantonada amb el carrer de l'Era. Edifici tres crugies que consta de planta baixa, dos pisos i golfes, amb la coberta a una sola vessant. S'hi accedeix per un portal d'arc escarser adovellat, amb un escut oval a la clau que incorpora la data "1799". Sobre la llinda hi ha pintat amb grans lletres roges "CARNICERIA". Alineat amb el portal, a nivell del segon pis, hi ha un finestral amb sortida a un balcó de baranes forjades i base profusament motllurada. L'espai de les golfes queda precedit per una cornisa senzilla, on hi ha quatre finestres d'arcs rebaixats que descansen sobre impostes. La façana queda rematada per un ràfec amb imbricació de rajols i teules ceràmiques. La casa conserva el revestiment original, arrebossat amb morter de calç.